# Avvocazia
L'avvocazia (Vogtei, in lingua tedesca) era un istituto diffuso durante il medioevo nell'area tedesca, che consisteva nella tutela di enti e istituzioni ecclesiastiche (vescovadi, monasteri, abbazie) da parte di un laico, generalmente un feudatario, il quale era denominato Vogt (in italiano balivo). Questa tutela era di carattere civile e anche militare. Un aspetto molto importante dell'avvocazia era che l'avvocato (ovvero il feudatario che esercitava l'avvocazia, Vogt in tedesco) esercitava la giurisdizione sul territorio dell'entità ecclesiastica che a lui si affidava. Dal secolo X questa carica divenne ereditaria.
Di grande rilievo, da un punto di vista storico e politico, era l'avvocazia dei vescovadi, per le loro dimensioni e per il fatto che molto spesso, nell'Impero, i vescovi esercitavano la sovranità in nome dell'imperatore (come nel caso dei principi-vescovi). Il feudatario-avvocato era formalmente soggetto all'autorità ecclesiastica, ma nella realtà questo strumento fu usato da parte dei feudatari per ridurre, e talvolta annullare, il potere dei principi ecclesiastici.